# Kurt Helmudt
Kurt Helmudt, né le 7 décembre 1943 à Copenhague et mort le 7 septembre 2018, est un rameur d'aviron danois.

## Carrière
Kurt Helmudt remporte la médaille d'or de quatre sans barreur aux Jeux olympiques d'été de 1964 à Tokyo et la médaille d'argent de la même épreuve aux Championnats d'Europe d'aviron 1964 à Amsterdam.
Aux Championnats du monde d'aviron 1970 à Saint Catharines, il est médaillé de bronze de quatre sans barreur.